# Forêt nationale Samuel R. McKelvie
La forêt nationale Samuel R. McKelvie est une forêt fédérale protégée située dans l'État du Nebraska, aux États-Unis.
Elle a été créée le 15 octobre 1971 et s'étend sur une surface de 468 km2.